# Stilleven met bloemen
Stilleven met bloemen is een schilderij van Hans Bollongier in het Rijksmuseum in Amsterdam.

## Voorstelling
Het stelt een stilleven voor van tulpen, anemonen, rozen en anjers in een glazen vaas op een stenen blad. Op dit blad bevinden zich ook een hagedis, een slak en een rups. Het boeket lijkt natuurgetrouw geschilderd, maar in werkelijkheid bloeien de afgebeelde bloemen in de natuur niet gelijktijdig. Het werk werd twee jaar na het einde van de tulpenmanie geschilderd. Enkele rozen zijn aan het verwelken. Mogelijk verwijst dit bloemstilleven dus naar de vergankelijkheid van aardse zaken.

## Toeschrijving en datering
Het schilderij is rechtsonder gesigneerd en gedateerd ‘HBoulenger / 1639’.

## Herkomst
Het werk werd door het Rijksmuseum gekocht op de veiling van Douairière Nahuys-Hodshon, die 14-15 november 1883 plaatsvond bij een onbekend veilinghuis in Amsterdam.